# Boracit
Boracit (Borazit), veraltet auch als cubischer Quarz oder Lüneburger Diamant bekannt, ist ein selten vorkommendes Mineral aus der Mineralklasse der „Borate“ (ehemals Carbonate, Nitrate und Borate) mit der chemischen Zusammensetzung Mg3[Cl|BO3|B6O10] und damit ein Magnesiumborat mit zusätzlichen Chlorionen.
Boracit kristallisiert im orthorhombischen Kristallsystem und entwickelt meist isometrische Kristalle, aber auch faserige oder körnige bis massige Aggregate mit einem glas- bis diamantähnlichen Glanz auf den Oberflächen. In reiner Form ist Boracit farblos und durchsichtig. Durch vielfache Lichtbrechung aufgrund von Gitterfehlern oder polykristalliner Ausbildung kann er aber auch durchscheinend weiß sein und durch Fremdbeimengungen eine graue, gelbe, bei Einlagerung von Eisenionen auch bläulichgrüne bis dunkelgrüne, Farbe annehmen. Seine Strichfarbe ist allerdings immer weiß.

## Etymologie und Geschichte
Erstmals entdeckt wurde Boracit im Lüneburger Kalkberg in Niedersachsen und 1787 von G. Lasius als kubische Quarzkristalle von Lüneburg beschrieben. Aufgrund seines Fundortes und seines Glanzes erhielt das Mineral auch den Zusatz Lüneburger Diamant. Seinen bis heute gültigen Namen Boracit erhielt es 1789 von Abraham Gottlob Werner, der es nach seinem Hauptbestandteil Bor benannte.
Weitere von verschiedenen Forschern verwendete Synonyme sind unter anderem kalkartiger Borax, Boraxspath, Würfelstein (um Lüneburg), kalkartiger Quarz, Sedativspath (nach H. Westrumb) und Staßfurtit.
Da der Boracit bereits lange vor der Gründung der International Mineralogical Association (IMA) bekannt und als eigenständige Mineralart anerkannt war, wurde dies von ihrer Commission on New Minerals, Nomenclature and Classification (CNMNC) übernommen und bezeichnet den Boracit als sogenanntes „grandfathered“ (G) Mineral. Die seit 2021 ebenfalls von der IMA/CNMNC anerkannte Kurzbezeichnung (auch Mineral-Symbol) von Boracit lautet „Boc“.

## Klassifikation
In der veralteten, aber teilweise noch gebräuchlichen 8. Auflage der Mineralsystematik nach Strunz gehörte der Boracit noch zur gemeinsamen Mineralklasse der „Carbonate, Nitrate und Borate“ und dort zur Abteilung der „Gerüstborate“, wo er als Namensgeber die „Boracit-Gruppe“ mit der System-Nr. V/L.04 und den weiteren Mitgliedern Chambersit, Congolith, Ericait und Trembathit  bildete.
Die seit 2001 gültige und von der International Mineralogical Association (IMA) verwendete 9. Auflage der Strunz’schen Mineralsystematik ordnet den Boracit in die nun eigenständige Klasse der „Borate“ und dort in die Abteilung der „Heptaborate und andere Megaborate“ ein. Diese ist zudem weiter unterteilt nach der Art der Kristallstruktur, so dass das Mineral entsprechend seinem Aufbau in der Unterabteilung „Gerüst-Heptaborate (.05); Schicht-Nanoborate (.10 bis .20); Gerüst-Dodekaborate (.25); Mega-Gerüst-Borate (.30 bis .35)“ zu finden ist, wo es ebenfalls als Namensgeber die „Boracitgruppe“ mit der System-Nr. 6.GA.05 und den weiteren Mitgliedern Chambersit, Ericait und Hochboracit bildet.
Die vorwiegend im englischen Sprachraum gebräuchliche Systematik der Minerale nach Dana ordnet den Boracit wie die veraltete Strunz’sche Systematik in die gemeinsame Klasse der „Carbonate, Nitrate und Borate“, dort allerdings in die Abteilung der „Wasserfreien Borate mit Hydroxyl oder Halogen“ ein. Hier ist er als Namensgeber der „Boracitgruppe (Orthorhombisch: Pca21)“ mit der System-Nr. 25.06.01 und den weiteren Mitgliedern Chambersit und Ericait innerhalb der Unterabteilung „Wasserfreie Borate mit Hydroxyl oder Halogen“ zu finden.

## Kristallstruktur
| Kristallsystem                   | orthorhombisch                     |
| Raumgruppe                       | Pca21 (Nr. 29)                     |
| Gitterparameter (Elementarzelle) | a = 8,55 Å; b = 8,55 Å c = 12,09 Å |
| Zahl (Z) der Formeleinheiten     | Z = 4                              |

Boracit kristallisiert zunächst im kubischen Kristallsystem in der Raumgruppe F43c (Raumgruppen-Nr. 219)  mit dem Gitterparameter a = 12,10 Å sowie 8 Formeleinheiten pro Elementarzelle. Bei der Übergangstemperatur von 268 °C klappt das Kristallgitter um in die orthorhombisch-pyramidale Kristallklasse der Pca21 (Nr. 29) mit den Gitterparametern a = 8,55 Å, b = 8,55 Å und c = 12,09 Å sowie 4 Formeleinheiten pro Elementarzelle. Dieser besondere Vorgang des Strukturwechsels im selben Aggregatzustand wird auch Polymorphie genannt.
Diese Eigenschaft von Boracit ist auch der Grund dafür, dass oft Paramorphosen von Boracit nach kubischen Formen gefunden werden.

## Eigenschaften

### Physikalische und Chemische Eigenschaften

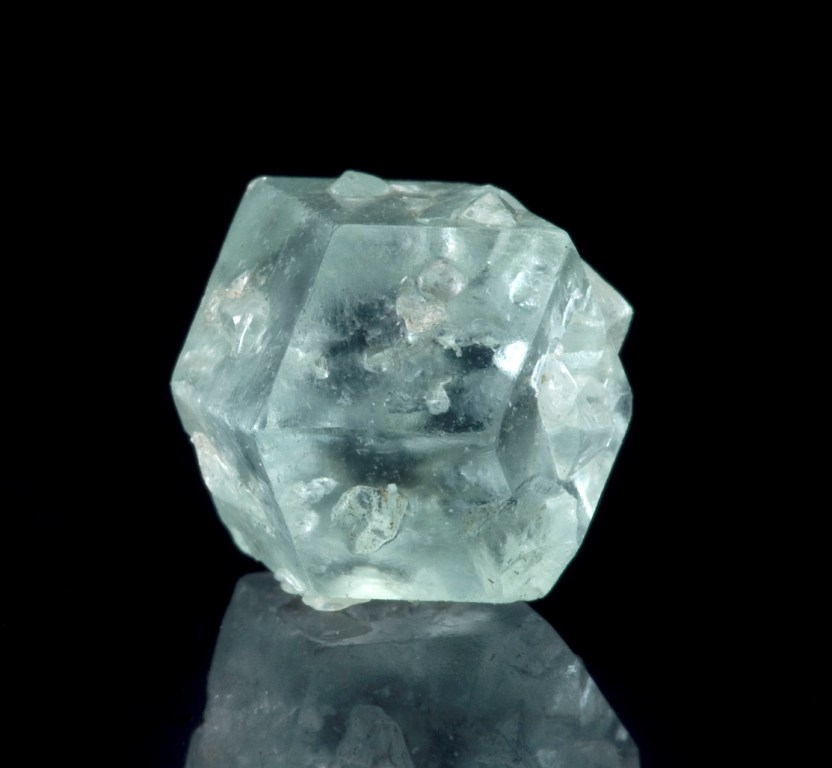
Vollkommener, dodekaedrischer Boracit-Kristall aus der Typlokalität Lüneburger Kalkberg von blaugrüner Farbe (Größe: 1,2 × 1,1 × 0,9 cm)

Die Tieftemperaturform von Boracit ist stark pyroelektrisch und bildet auf den Oktaederflächen (111) den antilogen (negativen) und auf den Gegen-Oktaederflächen (111) den analogen (positiven) Pol aus.
Des Weiteren ist Boracit vor dem Lötrohr nur schwer schmelzbar und färbt die äußere Flamme grün. In Salzsäure ist er schwer, aber vollständig löslich, in Wasser löst er sich gleichfalls nur sehr langsam.

### Optische Eigenschaften

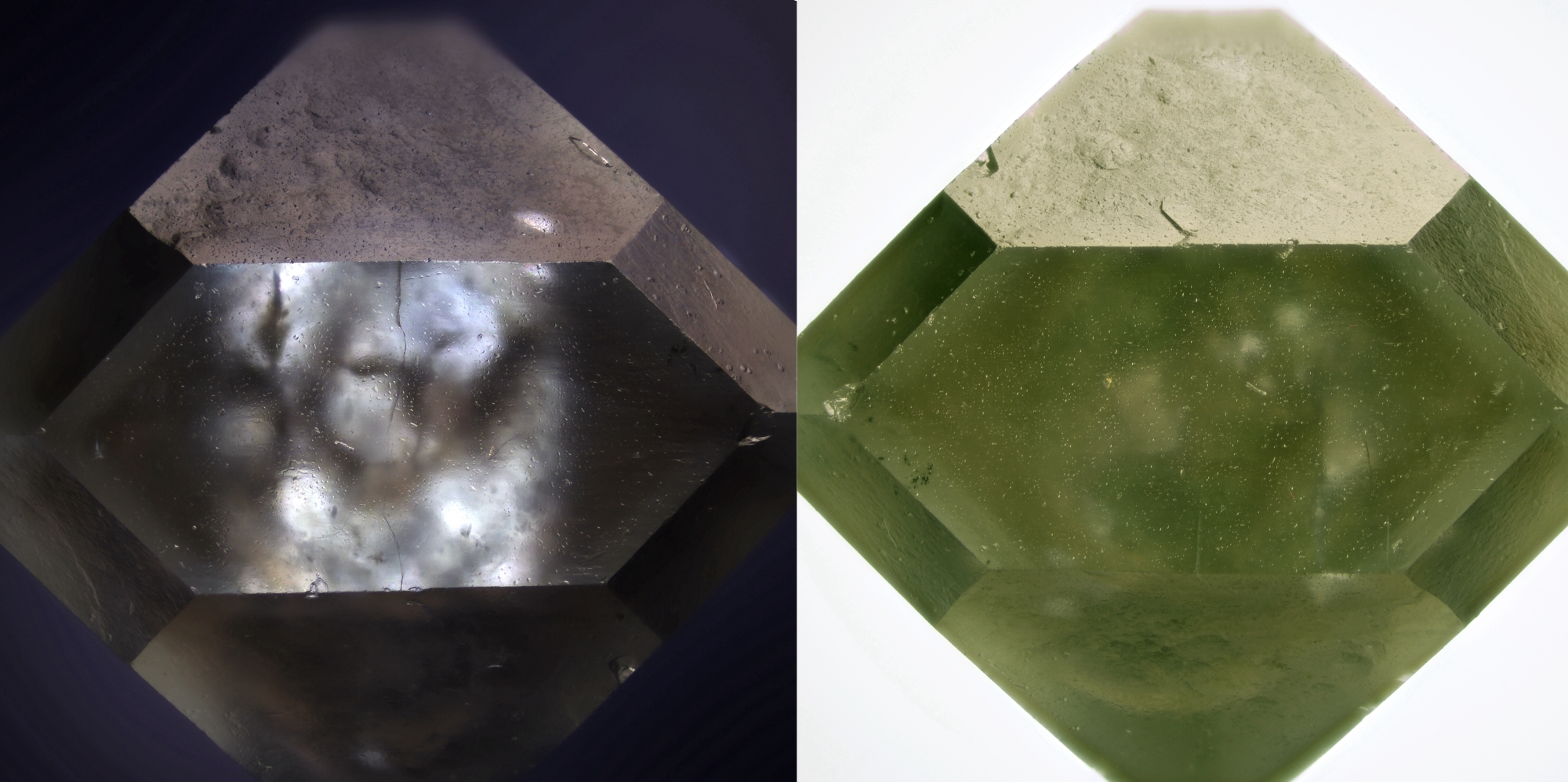
Boracit-Einkristall im Durch- und Auflicht

Auch wenn Boracit durch Fremdbeimengungen farbig ist, erscheint er im Durchlicht farblos.

## Modifikationen und Varietäten
Die Verbindung α-(Mg,Fe)3[Cl|B7O13] ist dimorph und kommt in der Natur neben dem orthorhombischen Boracit noch als trigonal kristallisierrnder Trembathit vor.
Huyssenit ist eine eisenhaltige Varietät des Boracit. Als Eisenboracit wird dagegen eine Boracit-Varietät mit einem Stoffmengenanteil von bis zu 36 % Wüstit (FeO) bezeichnet.
Eine trübe Ausbildungsvariante des Boracit ist unter dem Namen Parasit bekannt.

## Bildung und Fundorte

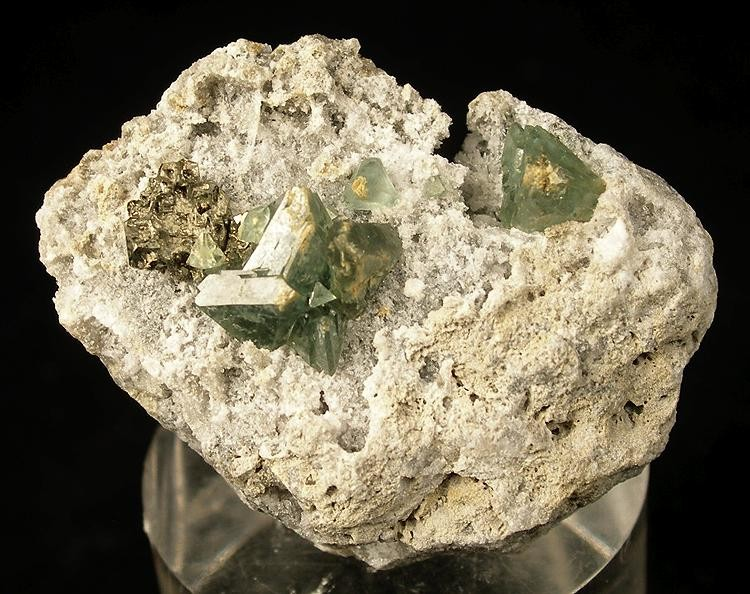
Boracit und Pyrit im Muttergestein aus der Typlokalität Lüneburger Kalkberg (Größe: 3,0 cm × 2,3 cm × 1,2 cm)

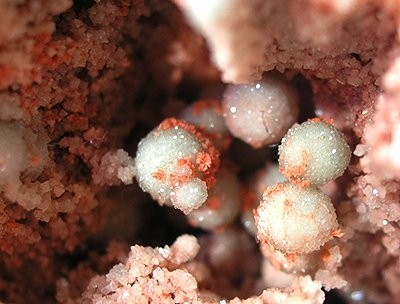
Hilgardit (rot) auf kugeligem Boracit aus der Boulby Mine, Loftus, North Yorkshire, England (Gesamtgröße der Probe: 5,5 cm × 4,5 cm × 3,4 cm)

Boracit bildet sich durch Sedimentation oder Metamorphose in Evaporit-Lagerstätten. Begleitminerale sind unter anderem Anhydrit, Carnallit, Gips, Halit, Hilgardit, Kainit und Sylvin. Sehr häufig findet er sich in kleinen, ein- oder aufgewachsenen Kristallen und in Drusen. Durch Zersetzung verwandeln sich die Boracitkristalle ohne ihre äußere Form einzubüßen in Aggregate von faserigen Individuen, die einige Prozente Wasser enthalten und ein neues Mineral, Parisit, darstellen.
Als seltene Mineralbildung konnte Boracit nur an wenigen Orten nachgewiesen werden, wobei bisher (Stand: 2016) rund 60 Fundorte als bekannt gelten. Neben seiner Typlokalität Lüneburger Kalkberg fand sich das Mineral in Deutschland noch an mehreren Orten in Niedersachsen (Celle, Elze, Göttingen, Hannover, Helmstedt, Hildesheim, Lüneburg), Sachsen-Anhalt (Börde, Staßfurt) und Thüringen (Bleicherode, Sondershausen, Bad Salzungen) sowie am Segeberger Kalkberg in Schleswig-Holstein.
Erwähnenswert aufgrund außergewöhnlicher Boracitfunde sind unter anderem die Provinz Chapare und Cochabamba in Bolivien, wo bis zu 1,5 cm große Kristalle gefunden wurden.
Weitere Fundorte sind unter anderem Tasmanien in Australien; Jiangcheng (Pu’er) in China; Cleveland und North Yorkshire in England (Großbritannien); Lothringen in Frankreich; New Brunswick in Kanada; Kasachstan; Muzo in Kolumbien; Boyacá in Kolumbien; Inowrocław, Lubin und Kłodawa in Polen; Oblast Irkutsk in Russland; sowie Clarke County (Alabama), San Bernardino County und mehrere Orte im Bundesstaat Louisiana in den Vereinigten Staaten von Amerika (USA).

## Verwendung
Boracit hat außer als Mineralprobe für Museen und Sammler keine weitere Bedeutung. Mitunter werden gut ausgebildete und klare Stücke von Hobbyschleifern zu facettierten Schmucksteinen verschliffen und zum Tausch und/oder Kauf angeboten.